# Pallavolo ai III Goodwill Games - Convocazioni al torneo femminile
Elenco delle giocatrici convocate per i III Goodwill Games.

## Cina
| N° | Nome       | Ruolo | Data di nascita | Squadra |
| -- | ---------- | ----- | --------------- | ------- |
| -  | ?          | All   | -               | -       |
| -  | Wu Yongmei | -     | 1º gennaio 1975 | -       |
| -  | Deng Yang  | -     | 10 luglio 1975  | -       |
| -  | Tian Mei   | -     | -               | -       |
| -  | Qiu Aihua  | -     | 28 gennaio 1977 | -       |
| -  | Li Yizhi   | -     | 11 gennaio 1977 | -       |
| -  | Lu Xiaonin | -     | -               | -       |
| -  | Zhang Ying | -     | -               | -       |
| -  | Zhang He   | -     | -               | -       |
| -  | Shen Hong  | -     | -               | -       |
| -  | Yan Wang   | -     | -               | -       |
| -  | Li Yan     | -     | 1º maggio 1976  | -       |
| -  | Chen Xuya  | -     | 21 marzo 1975   | Sichuan |

## Cuba
| N° | Nome              | Ruolo | Data di nascita   | Squadra |
| -- | ----------------- | ----- | ----------------- | ------- |
| -  | ?                 | All   | -                 | -       |
| -  | Taismary Agüero   | S/O   | 5 marzo 1977      | Cuba    |
| -  | Irina Cepero      | -     | -                 | -       |
| -  | Marta Sánchez     | -     | 17 maggio 1973    | -       |
| -  | Tania Ortiz       | -     | 30 ottobre 1965   | -       |
| -  | Isel Saavedra     | S     | 7 luglio 1971     | -       |
| -  | Yumilka Ruiz      | S     | 8 maggio 1978     | -       |
| -  | Zoila Barros      | C     | 6 agosto 1976     | -       |
| -  | Mercedes Calderón | -     | 1º settembre 1965 | -       |
| -  | Maybelis Martínez | -     | 12 giugno 1977    | -       |
| -  | Yoselin Roque     | -     | 11 dicembre 1975  | -       |
| -  | Reina Siler       | -     | -                 | -       |
| -  | Mirla Ferredon    | -     | -                 | -       |

## Germania
| N° | Nome                | Ruolo | Data di nascita   | Squadra            |
| -- | ------------------- | ----- | ----------------- | ------------------ |
| -  | ?                   | All   | -                 | -                  |
| -  | Susanne Lahme       | C     | 10 settembre 1968 | Sumirago           |
| -  | Constance Radfahn   | -     | -                 | -                  |
| -  | Jacqueline Riedel   | -     | -                 | -                  |
| -  | Ines Pianka         | P     | 15 marzo 1969     | Schwerte           |
| -  | Claudia Wilke       | -     | 18 maggio 1971    | -                  |
| -  | Anne-Kathrin Schade | -     | 26 giugno 1968    | Münster            |
| -  | Ulrike Schwerdtner  | -     | -                 | -                  |
| -  | Sylvia Roll         | S     | 29 maggio 1973    | Giannino Pieralisi |
| -  | Karin Horninger     | -     | 18 giugno 1971    | -                  |
| -  | Christina Schultz   | C     | 10 novembre 1969  | Schweriner         |
| -  | Johanna Reinink     | S     | 22 giugno 1974    | Emlichheim         |
| -  | Janine Graefe       | -     | -                 | -                  |

## Giappone
| N° | Nome             | Ruolo | Data di nascita  | Squadra             |
| -- | ---------------- | ----- | ---------------- | ------------------- |
| -  | ?                | All   | -                | -                   |
| -  | Naomi Eto        | C     | 12 luglio 1982   | Hitachi Belle Fille |
| -  | Kazuyo Matsukawa | -     | -                | -                   |
| -  | Aki Nagatomi     | S     | 15 luglio 1969   | Hitachi Belle Fille |
| -  | Yumi Natta       | -     | -                | -                   |
| -  | Maki Fujiyoshi   | S     | 24 maggio 1974   | Hitachi Belle Fille |
| -  | Mika Yamauchi    | S     | 7 ottobre 1969   | Daiei               |
| -  | Kiyoko Fukuda    | -     | -                | -                   |
| -  | Miho Murata      | S     | 3 settembre 1980 | Hitachi Belle Fille |
| -  | Chie Natori      | -     | 9 agosto 1969    | -                   |
| -  | Motoko Obayashi  | S     | 15 giugno 1967   | Hitachi Belle Fille |
| -  | Asako Tajimi     | C     | 26 giugno 1972   | Hitachi Belle Fille |
| -  | Tomoko Yoshihara | C     | 4 febbraio 1970  | Hitachi Belle Fille |

## Paesi Bassi
| N° | Nome              | Ruolo | Data di nascita  | Squadra  |
| -- | ----------------- | ----- | ---------------- | -------- |
| -  | ?                 | All   | -                | -        |
| -  | Cintha Boersma    | S     | 1º maggio 1969   | Altamura |
| -  | Marjolein de Jong | S     | 21 maggio 1968   | -        |
| -  | Kirsten Gleis     | S     | 22 maggio 1969   | -        |
| -  | Vera Koenen       | -     | 2 gennaio 1967   | -        |
| -  | Irena Machovcak   | S     | 13 novembre 1968 | -        |
| -  | Saskia van Hintum | P     | 24 aprile 1970   | -        |
| -  | Erna Brinkman     | S     | 25 marzo 1972    |          |
| -  | Jerine Fleurke    | -     | 11 agosto 1973   | -        |
| -  | Aafke Hameny      | -     | -                | -        |
| -  | Marrit Leenstra   | S     | 18 ottobre 1973  |          |
| -  | Silvia Raaymakers | -     | -                | -        |
| -  | Sandra Wiegers    | S     | 26 aprile 1974   | -        |

## Perù
| N° | Nome               | Ruolo | Data di nascita   | Squadra |
| -- | ------------------ | ----- | ----------------- | ------- |
| -  | Park Man-bok       | All   | 30 agosto 1936    | -       |
| -  | Milagros Camere    | -     | 22 settembre 1972 | -       |
| -  | Iris Falcón        | -     | 1º novembre 1973  | -       |
| -  | Rosa García        | -     | 21 maggio 1964    | -       |
| -  | Natalia Málaga     | -     | 26 gennaio 1964   | -       |
| -  | Paola Ramos        | -     | 20 aprile 1975    | -       |
| -  | Janet Vasconzuelo  | -     | 4 luglio 1969     | -       |
| -  | Verónica Contreras | P     | 8 giugno 1977     | -       |
| -  | Miriam Gallardo    | -     | 2 maggio 1968     | -       |
| -  | Sara Joya          | C     | 22 febbraio 1976  | -       |
| -  | Milagros Moy       | S     | 17 ottobre 1975   |         |
| -  | Sandra Rodríguez   | -     | 12 aprile 1974    | -       |
| -  | Yulissa Zamudio    | S     | 4 marzo 1976      |         |

## Russia
| N° | Nome                | Ruolo | Data di nascita  | Squadra    |
| -- | ------------------- | ----- | ---------------- | ---------- |
| -  |                     | All   | 29 agosto 1964   | -          |
| -  | Evgenija Artamonova | S     | 17 luglio 1975   | Uraločka-2 |
| -  | Tat'jana Gračëva    | P     | 23 febbraio 1973 | Uraločka-2 |
| -  | Natal'ja Morozova   | S     | 28 gennaio 1973  | -          |
| -  | Yuliya Timonova     | -     | 12 giugno 1973   | -          |
| -  | Yelena Tomilova     | -     | -                | -          |
| -  | Inessa Emel'janova  | -     | -                | -          |
| -  | Elena Batuchtina    | S     | 12 aprile 1971   | Uraločka-2 |
| -  | Mariya Liktenshtein | -     | -                | -          |
| -  | Valentina Ogienko   | -     | -                | -          |
| -  | Elizaveta Tiščenko  | C     | 7 febbraio 1975  | Uraločka-2 |
| -  | Irina Uyutova       | -     | -                | -          |
| -  | Marina Nikulina     | -     | 3 marzo 1963     | -          |

## Stati Uniti
| N° | Nome            | Ruolo | Data di nascita  | Squadra     |
| -- | --------------- | ----- | ---------------- | ----------- |
| -  | ?               | All   | -                | -           |
| -  | Annette Buckner | -     | -                | -           |
| -  | Kristin Folkl   | -     | 19 dicembre 1975 | -           |
| -  | Angela Miller   | -     | -                | -           |
| -  | Beverly Oden    | -     | 19 marzo 1971    | -           |
| -  | Danielle Scott  | C     | 1º ottobre 1972  | Stati Uniti |
| -  | Elaine Youngs   | S     | 14 gennaio 1971  | -           |
| -  | Michelle Burton | -     | -                | -           |
| -  | Christie Garner | S     | 2 dicembre 1973  | -           |
| -  | Alicia Mills    | S     | 6 settembre 1971 | -           |
| -  | Kimberly Oden   | C     | 5 giugno 1964    | -           |
| -  | Cary Wendell    | -     | 4 aprile 1974    | -           |
| -  | Yoko Zetterlund | -     | 24 marzo 1969    | -           |